# Rinus Israël
Marinus David Israël, v dobách své hráčské kariéry známý jako Rinus Israël (19. březen 1942, Amsterdam – 1. července 2025), byl nizozemský fotbalista, opora slavného mužstva Feyenoordu 70. let 20. století. Hrával na pozici obránce.
S nizozemskou fotbalovou reprezentací získal stříbrnou medaili na mistrovství světa roku 1974. Celkem za národní tým odehrál 47 utkání a vstřelil v nich 3 góly.
S Feyenoordem Rotterdam vyhrál Pohár mistrů evropských zemí 69/70 a Pohár UEFA v sezóně 1973/74. Má ve své sbírce též Interkontinentální pohár (1970). Čtyřikrát s Feyenoordem získal domácí titul (1963–64, 1968–69, 1970–71, 1973–74) a jednou nizozemský pohár (1968–69).
V anketě Zlatý míč, která hledala nejlepšího fotbalistu Evropy, skončil roku 1970 desátý.
Po skončení hráčské kariéry se stal trenérem.